# Haplophaedia assimilis
Haplophaedia assimilis là một loài chim trong họ Chim ruồi.